# Dallin H. Oaks
Dallin Harris Oaks, né le 12 août 1932 à Provo (Utah), est un avocat et juriste américain. Il a été professeur de droit à l'université de Chicago, président de l'université Brigham Young et juge à la Cour suprême de l'Utah.
Le 3 mai 1984, il est devenu apôtre de l’Église de Jésus-Christ des saints des derniers jours. Depuis janvier 2018, il est premier conseiller de la Première Présidence de l'Église.
Dans les années 1970 et 1980, les administrations présidentielles américaines républicaines l'ont considéré comme un candidat potentiel à la Cour suprême des États-Unis.

## Biographie
Dallin Harris Oaks est né à Provo, dans l’État d’Utah, de Stella Harris et du Dr Lloyd E. Oaks. Son père décéda quand Dallin avait huit ans. Il est diplômé de la Brigham Young High School en 1950, de l’université Brigham Young en comptabilité en 1954, et de la faculté de droit, Université de Chicago en 1957.  
Dallin Harris Oaks fut ensuite clerc pour le juge Earl Warren de la Cour suprême des États-Unis de 1957 à 1958. Il pratiqua ensuite au sein du cabinet  Kirkland & Ellis à Chicago. D.H. Oaks quitta Kirkland & Ellis pour devenir professeur à l'Université de Chicago Law School. Pendant cette période à la faculté de la Faculté de droit, D.H. Oaks a été doyen intérimaire. D.H. Oaks quitta la faculté de droit après avoir été nommé président de l’Université Brigham Young. D.H. Oaks a servi également cinq ans comme président du conseil d'administration du Public Broadcasting Service (PBS)  et huit ans en tant que président du conseil d'administration du Centre culturel polynésien.

### Président de l’université Brigham-Young
D. H. Oaks servit en tant que Président de l’université Brigham-Young de 1971 à 1980. D.H.Oaks supervisa le début de la J. Reuben Clark Law School et la «Graduate Business School». Bien que les inscriptions universitaires continuèrent de croître et que de nouveaux bâtiments furent ajoutés, cela ne fut pas au même rythme sous l’administration précédente de Ernest L. Wilkinson.
En sortant de l'université Brigham-Young, D.H. Oaks a été nommé juge à la Cour suprême de l'Utah. Il servit à ce poste de 1980 à 1984, quand il a démissionné pour accepter un appel d’Apôtre dans l’Église de Jésus-Christ des saints des derniers jours.

### Pressenti à la Cour suprême
En 1976, D. H. Oaks a été mis en nomination par le procureur général des États-Unis Edward H. Levi parmi les candidats potentiels à la Cour suprême Gerald Ford. En 1981, il a été sérieusement considéré par l'administration Ronald Reagan comme candidat à la Cour suprême,.

### Apôtre de l’Église de Jésus-Christ des saints des derniers jours

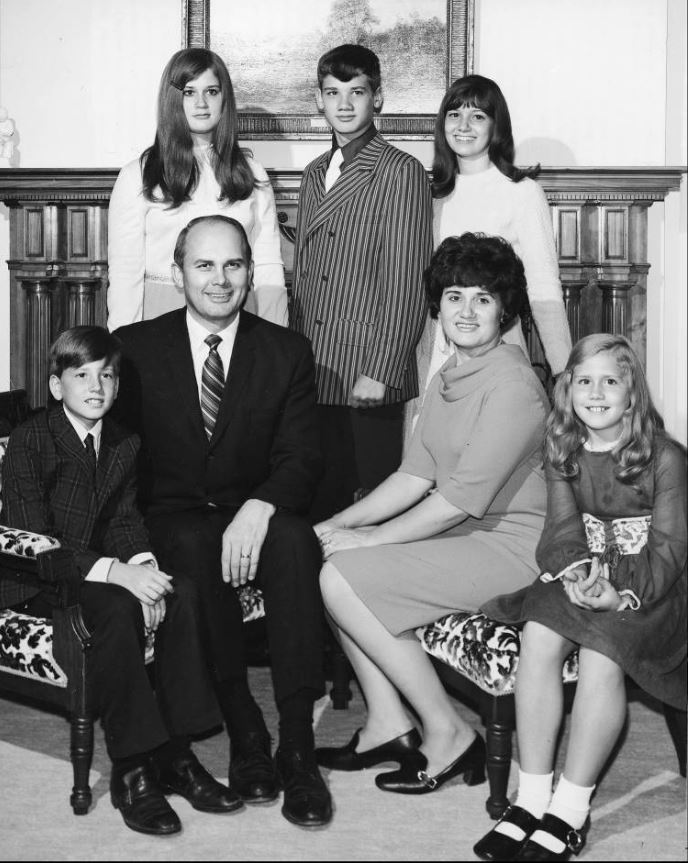
Dallin H. Oaks et sa famille, 1971

Le 3 mai 1984, D.H. Oaks a été ordonné apôtre et membre du Collège des douze de l’Église de Jésus-Christ des saints des derniers jours. Il était le plus jeune apôtre en âge à ce moment et le plus jeune à être appelé depuis Thomas S. Monson qui avait été ordonné vingt ans plus tôt. En tant que membre du Collège des douze, D.H. Oaks est considéré comme prophète, voyant et révélateur.
Oaks a été soutenu en tant que membre du Collège des douze, le 7 avril 1984, en même temps que Russell M. Nelson, toutefois son ordination s'est produite près d'un mois plus tard pour lui donner le temps de démissionner de son poste de juge. En 2002-2004, Oaks a été appelé à présider la région des Philippines pour l’Église, tâche normalement attribuée à un membre du Collège des soixante-dix.
En janvier 2018, il devient premier conseiller de la Première Présidence auprès du président Russell Nelson, ce qui fait de lui le deuxième personnage de l'Église.

### Famille
Le 24 juin 1952, Oaks a épousé Juin Dixon, décédée le 21 juillet 1998, avec laquelle il a eu six enfants. Parmi ceux-ci, D. Dallin Oaks, professeur de linguistique à l’université Brigham Young, et Jenny Oaks Baker, musicienne et artiste. Le 25 août 2000, Dallin H. Oaks se remarie avec Kristen Meredith McMain au Temple de Salt Lake.

## Recherches universitaires et opinions notables

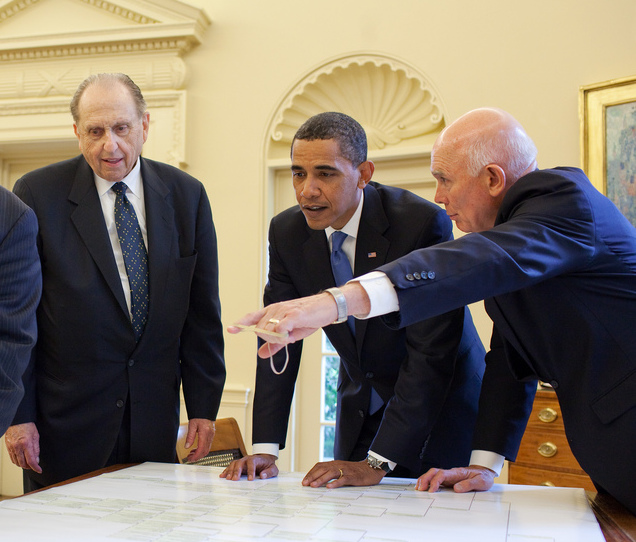
Dallin Harris Oaks (à droite) élaborant la généalogie de Barack Obama dans le Bureau ovale le 20 juillet 2009.

En tant que professeur de droit, D.H. Oaks fit des recherches sur l’habeas corpus et sur les règles d’exclusion. In California v. Minjares, le juge William Rehnquist, dans une opinion dissidente, écrivit ‘l'étude la plus complète sur la règle d'exclusion est sans doute celle effectuée par Dallin Oaks pour l'American Bar Foundation en 1970. 
Selon cet article, il s'agit d'une question ouverte pour savoir si la règle d'exclusion dissuade les autorités policières de violer le Quatrième Amendement sur la protection des individus.
En tant que juge à la Cour suprême de l'Utah de 1980 à 1984, Oaks a émis des opinions sur différents sujets. Dans « In ReJP » , une procédure a été instituée à la requête de la Division des Services à la Famille pour mettre fin aux droits parentaux de la mère naturelle. D.H.Oaks écrivit qu'un parent a un droit fondamental protégé par la Constitution pour maintenir sa relation avec son enfant, mais que le parent peut néanmoins être privé de ses droits parentaux sur preuve d'inaptitude, d'abandon et de négligence substantielle.
Dans KUTV, Inc c. Conder, des représentants des médias ont demandé la révision par voie d'appel d’une ordonnance d’interdiction empêchant les médias d’utiliser les mots « Sugarhouse rapist » ou de diffuser toute information sur les condamnations antérieures du défendeur pendant la durée d'un procès pénal. Oaks, de l'avis rendu par la Cour, a conclu que l'ordre empêchant les médias d'utiliser les termes incriminés ou de diffuser toute information sur les condamnations antérieures du défendeur pendant la durée du procès pénal était invalide au motif qu'il n'était pas accompagnée par les formalités procédurales requises pour la délivrance d'une telle ordonnance.
Dans Wells v. Children's Aid Soc. of Utah 
un père célibataire mineur a intenté une action au moyen d'un tuteur ad litem demandant la garde d'un enfant nouveau-né qui avait été remis à l'agence d'adoption d’État, puis à des parents adoptifs, après que le père n'avait pas déposé en temps opportun sa reconnaissance de paternité comme requise par la loi. D.H. Oaks, écrivant son avis à la cour, a estimé que loi définissant la procédure de résiliation des droits parentaux des pères non mariés était constitutionnelle en vertu de clause d'application régulière de la Constitution des États-Unis.

## Publications
- Dallin H. Oaks, "Ethics, Morality and Professional Responsibility", 1975 BYU Law Review 591.
- ——, "Legal History in the High Court—Habeas Corpus", 64 Michigan Law Review 451 (1966)
- ——, "The 'Original' Writ of Habeas Corpus in the Supreme Court", 1962 Supreme Court Review 153.
- —— & Warren Lehman, A Criminal Justice System and the Indigent: A Study of Chicago and Cook County (1968)
- —— & Marvin S. Hill, Carthage Conspiracy: The Trial of the Accused Assassins of Joseph Smith (1975)
- ——, The Wall Between Church and State (1963)
- ——, "Habeas Corpus in the States": 1776–1865", 32 University of Chicago Law Review 243 (1965)
- (en) ——, The Lord's Way, Salt Lake City, Deseret Book, 1991
- ——, "The Historicity of the Book of Mormon" in Paul Y. Hoskisson, edited, Historicity and the Latter-day Saint Scriptures, (Provo: Brigham Young University, Religious Studies Center, 2001) p. 238-248.